# Dorog
Dorog (en allemand : Drotsdorf) est une localité hongroise au rang de ville, située dans le comitat de Komárom-Esztergom.

## Jumelages
- Wendlingen am Neckar (Allemagne)
- Žirany (Slovaquie)
- Marienberg (Saxe) (Allemagne)
- Feliceni (Roumanie)